# 북미 동북부 소림지 원주민

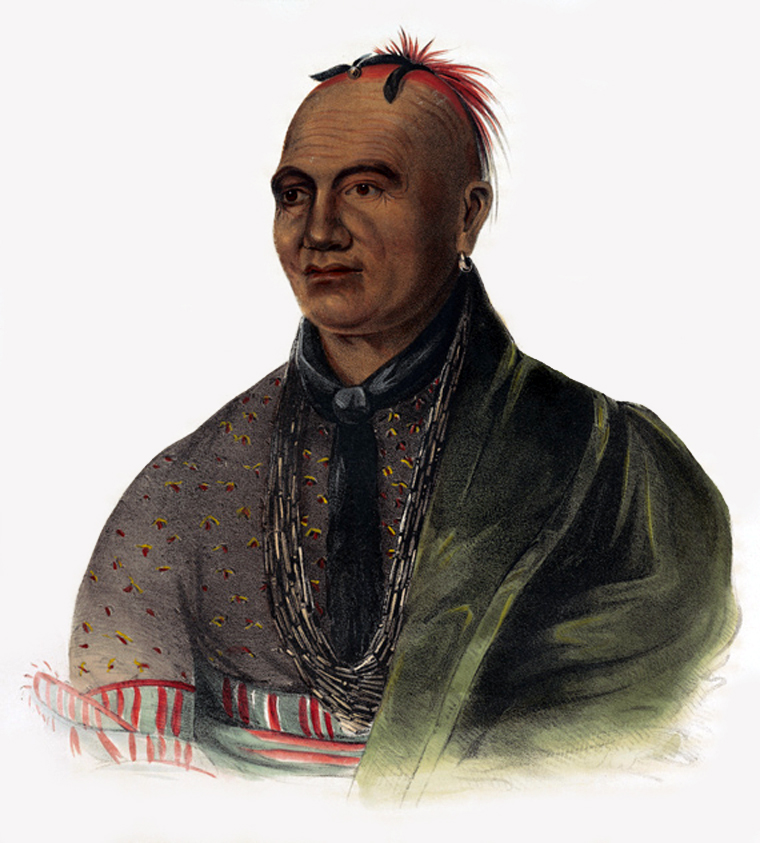
모호크 추장 타이엔다네기. 1835년경 찰스 버드 킹 그림.

북미 동북부 소림지 원주민(영어: Indigenous peoples of the Northeastern Woodlands)은 오늘날의 미국 동북부 및 중서부와 캐나다 동남부 일대에 살던 원주민 부족들이다.:1 동남부 원주민과 함께 북미 동부 소림지 원주민으로 묶인다.
동북부 원주민은 다시 동해안 원주민, 세인트로렌스 저지대 원주민, 오대호 원주민 이렇게 크게 셋으로 나뉜다.:2 동해안은 대서양에 접하는 캐나다와 미국의 해안지대로서 남쪽으로 노스캐롤라이나까지에 해당한다. 세인트로렌스 저지대는 온타리오 남부와 업스테이트 뉴욕, 세인트로렌스강 유역 일대, 서스퀘한나 계곡 일대에 해당한다. 오대호는 동북쪽 내륙의 나머지 영역이다.:3
오대호 일대는 부족들이 많이 모여 있기 때문에 동북부와는 분리된 별도의 문화영역으로 보기도 한다. 동북부 소림지는 북쪽으로는 아북극 문화권, 서쪽으로는 대평원 문화권, 남쪽으로는 동남부 소림지 문화권과 접한다.
언어적으로는 이로쿼이어족과 알곤킨어족이 주되고 대평원과 접하는 서쪽에는 수어족도 있었다. 동북부 원주민들은 이로쿼이 연맹, 와바나키 연맹, 웬다트 연맹, 포우하탄 연맹 같은 부족연맹을 수립하여 백인들이 도래하기 이전부터 각축장을 벌였고, 그 중 이로쿼이 연맹은 백인 도래 이후에도 한동안 지역 강호로 이름을 떨쳤다.

## 문화
동북부 원주민의 가장 특징적인 점은 위그웜(둥근집)과 롱하우스(긴집)에서 공동거주하며 교환수단으로 왐품을 화폐처럼 사용했다는 것이다.
알곤킨 제족은 자작나무 껍질로 카누를 만들었고 이것이 다른 부족들은 물론 초기 프랑스인 탐험가들에게도 확산되었다. 카누는 물자수송용 뿐 아니라 사냥, 어로 등 다양한 목적으로 사용되었다. 카누의 크기는 작으면 4.5 미터에서 커다란 전쟁용 카누는 30 미터에 달하는 것도 있었다.
이들은 농사도 지었으며, 주된 작물은 메소아메리카에서 북상한 세자매였다. 옥수수, 콩, 호박을 함께 심어 옥수수가 콩의 지지대가 되어주고 콩은 질소를 고정하며 호박잎이 땅의 습기를 유지하도록 하는 복작농법이다.
백인 도래 이전에 동북부 원주민들은 대개 수백 명 규모의 마을에 살았고, 농사지을 밭 근처에 살았다. 대체로 씨 뿌리고 수확하는 일은 남자들의 일이었고 수확된 작물을 가공하는 일은 여자들의 일이었다. 개중에는 마을의 크기가 도시 수준으로 커진 경우도 있었는데, 예컨대 오늘날의 몬트리올에 해당하는 호첼라가 마을은 인구가 수천 명에 이르렀고, 카호키아에서는 11세기에서 12세기까지 2만 여명이 거주했던 것으로 보인다.
많은 경우 부족들은 여러 씨족으로 나뉘었고, 씨족이 사회의 기본 단위가 되었다. 씨족은 거북, 곰, 늑대, 매 같은 동물의 이름을 사용했다. 씨족의 토템이 되는 동물은 신령한 것으로 여겨졌고, 씨족원들과 특별한 관계가 있다고 믿어졌다.
알곤킨 제족의 종교와 신앙은 매니투라는 개념을 중심으로 구축되었다. 매니투는 어디에나 편재하는 근본적이고 영적인 생명력이다. 이로쿼이족에도 비슷한 것으로 오렌다가 있었다.